# Casa a Surri
La Casa a Surri és una casa del municipi de la Vall de Cardós (Pallars Sobirà) inclosa a l'Inventari del Patrimoni Arquitectònic de Catalunya.

## Descripció
Casa de grans dimensions amb façana principal orientada a l'est, integrada per planta baixa i quatre pisos alts, l'últim en el pinyó de la coberta destinat a colomar i golfes. La façana es troba a la paret mestra perpendicular al cavall que suporta el llosat de llicorella a dues aigües. Fins al nivell del segon pis els murs són de pedra vista, a partir d'aquí són coberts per un arrebossat. En el segon i tercer pis s'obren dues grans arcades de mig punt. La porta és d'arc rebaixat.